# Campionati europei juniores di sci alpino 1973
I Campionati europei juniores di sci alpino 1973, 2ª edizione della manifestazione organizzata dalla Federazione internazionale sci, si svolsero in Germania Ovest, a Ruhpolding; il programma includeva gare di discesa libera, slalom gigante e slalom speciale, sia maschili sia femminili, ma le discese libere furono annullate.

## Risultati

### Uomini

#### Slalom gigante
| Pos. | Atleta          | Nazione |
| ---- | --------------- | ------- |
| 1    | Uli Spieß       | Austria |
| 2    | Alban Plörer    | Austria |
| 3    | Tiziano Bieller | Italia  |

#### Slalom speciale
| Pos. | Atleta          | Nazione |
| ---- | --------------- | ------- |
| 1    | Uli Spieß       | Austria |
| 2    | Klaus Heidegger | Austria |
| 3    | Tiziano Bieller | Italia  |

### Donne

#### Slalom gigante
| Pos. | Atleta           | Nazione       |
| ---- | ---------------- | ------------- |
| 1    | Claudia Giordani | Italia        |
| 2    | Gitti Hauser     | Austria       |
| 3    | Valentina Iliffe | Gran Bretagna |

#### Slalom speciale
| Pos. | Atleta              | Nazione        |
| ---- | ------------------- | -------------- |
| 1    | Gro Woxholth        | Norvegia       |
| 2    | Christa Zechmeister | Germania Ovest |
| 3    | Claudia Giordani    | Italia         |

## Medagliere per nazioni
| Pos. | Nazione        | Oro | Argento | Bronzo | Totale |
| ---- | -------------- | --- | ------- | ------ | ------ |
| 1    | Austria        | 2   | 3       | 0      | 5      |
| 2    | Italia         | 1   | 0       | 3      | 4      |
| 3    | Norvegia       | 1   | 0       | 0      | 1      |
| 4    | Germania Ovest | 0   | 1       | 0      | 1      |
| 5    | Gran Bretagna  | 0   | 0       | 1      | 1      |